# Stefan Hämäläinen
Stefan Matti Olavi Hämäläinen, född 10 maj 1970 i Jukkasjärvi församling i Norrbottens län, är sedan 2013 en LKAB-direktör med ansvar för området samhällsutveckling och sitter i koncernledningen. 